# Ernst Siehr
Ernst Siehr (ur. 5 października 1869 w Heinrichswalde, zm. 14 listopada 1945 w Bergen na Rugii) – niemiecki polityk.
Z zawodu adwokat i notariusz w Insterburgu. Początkowo członek Postępowej Partii Ludowej, w 1918 jeden z współzałożycieli Demokratycznej Partii Niemiec. W latach 1912–1918 deputowany Reichstagu, w 1919 wybrany do zgromadzenia narodowego Republiki Weimarskiej.
Po puczu Kappa w 1920 roku, mianowany nadprezydentem Prus Wschodnich. Na stanowisku tym zastąpił Augusta Winniga, który sprzyjał zamachowcom. W 1922 sformułował program ekonomiczny, polityczny i kulturalny – Ostpreußenprogramm – który definiował strategię dla oddzielonych od reszty kraju po I wojnie światowej Prus. Podstawowymi założeniami programu, były preferencyjne warunki ekonomiczne dla prowincji (m.in. dotyczące transportu towarów i kredytów). W 1929 roku uruchomiony został program pomocy dla rolnictwa – Ostpreußenhilfe. W czasie jego rządów prowadzono szereg działań mających na celu modernizację i rozwój gospodarczy prowincji. Siehr dbał również o bezpieczeństwo poprzez zwiększenie liczebności policji oraz wojska na terenie Prus Wschodnich.
Osiągnięciem prezydenta była również ochrona, bliskiego w Prusach wyginięciu, łosia, poprzez wprowadzenie 3-letniego, całkowitego zakazu polowań na to zwierzę.
W 1932 zrezygnował z urzędu nadprezydenta w wyniku konfliktu z nowym rządem kanclerza von Papena.